# Zamek Podčetrtek

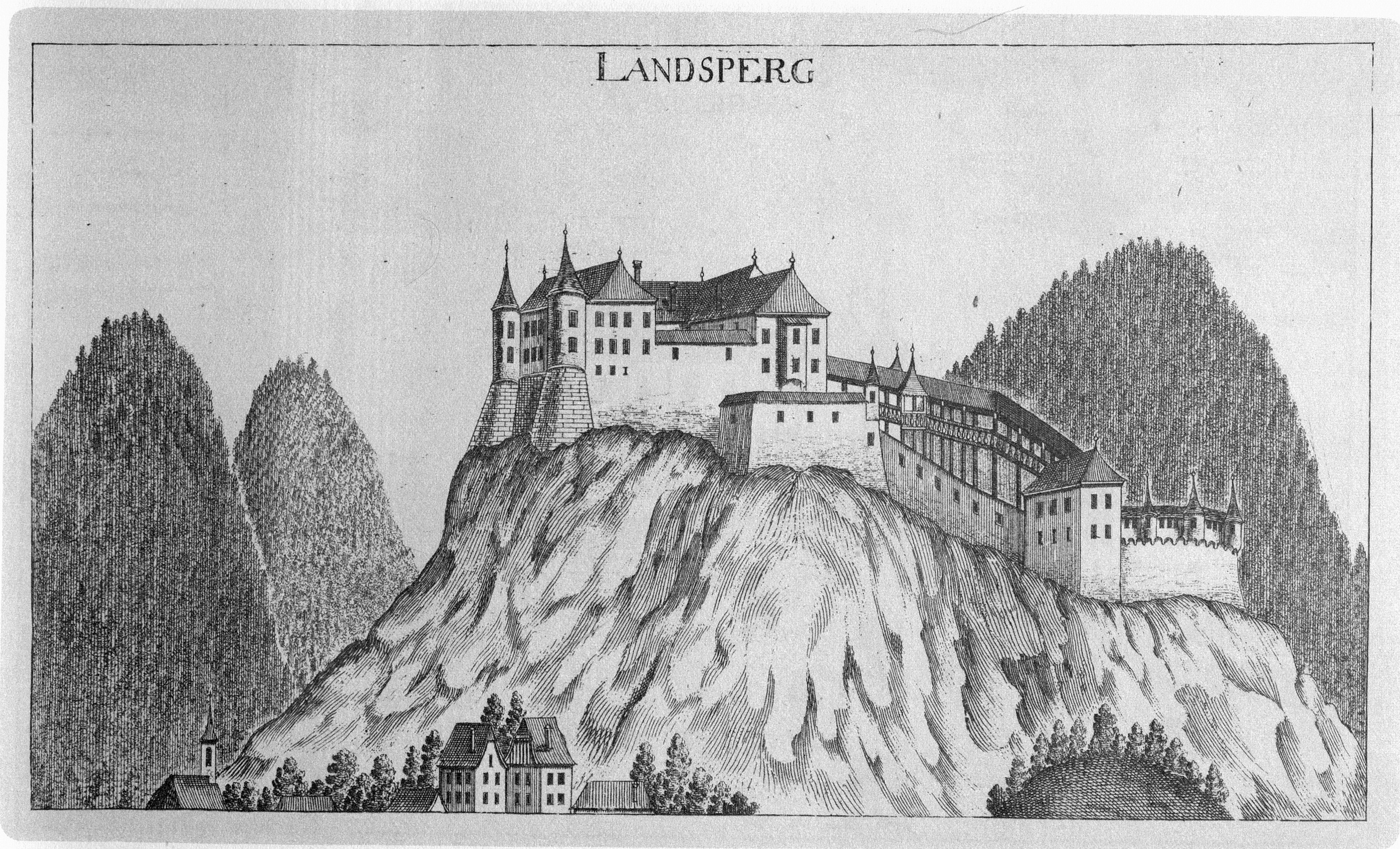
Rycina przedstawiająca zamek z 1681 roku

Zamek Podčetrtek (słoweń. Podčetrtek Grad) – zamek położony w miejscowości Podčetrtek we wschodniej Słowenii, w pobliżu granicy z Chorwacją.

## Historia
Pierwotna warownia obronna wzniesiona została w XI wieku przez biskupów Krško została zrównana z ziemia przez wojska węgierskie w XV wieku. Odbudowany w stylu renesansowym w połowie XVI wieku. Zamek został gruntownie odnowiony w 1874 roku. W wyniku trzęsienie ziemi w 1974 roku został poważnie uszkodzony.